# Sergiu Luca (Tänzer)
Sergiu Luca (* 10. Oktober 1982 in Timișoara, Rumänien) ist ein rumänischer Tanzsporttrainer und ehemaliger Profitänzer.

## Biographie
Luca tanzt seit seinem zehnten Lebensjahr. Er trat zunächst für Rumänien in den Sektionen Standard und Latein an. Von 2003 bis 2007 tanzte er zunächst mit Ramona Dinu-Biringer und später mit Katarina Vuletic in der Hauptgruppe S-Standard und -Latein und trat für den Schwarz-Weiß-Club Pforzheim an.
2008 spezialisierte er sich auf die lateinamerikanischen Tänze. Zunächst tanzte er mit Regina Murtasina, von November 2008 bis Mai 2015 dann mit Maria Arces, mit der er zunächst weiter für den Schwarz-Weiß-Club Pforzheim startete. Ab 2010 tanzte das Paar für Rumänien. 2013 wechselte es zu den Professionals und startete nun wieder für den Schwarz-Weiß-Club Pforzheim bei den Professionals im Deutschen Tanzsportverband. Im Mai 2015 beendete das Paar die gemeinsame Tanzkarriere. 
Seit 2011 betreibt er mit seiner Frau Regina Luca in Karlsruhe eine eigene Tanzschule Magic Dance.
Im Mai 2021 wurde Luca zum Verbandstrainer Latein des Deutschen Tanzsportverbandes berufen.
2015 nahm Luca zum ersten Mal an der RTL-Tanzshow Let’s Dance teil. Mit Panagiota Petridou schied er in der dritten Folge aus. Ein Jahr später tanzte er mit Alessandra Meyer-Wölden, mit der er den 7. Platz erreichte. 2017 war seine Tanzpartnerin Ann-Kathrin Brömmel, mit der er in der fünften Show ausschied. 2018 tanzte er mit Barbara Meier erstmals bis ins Finale und belegte mit ihr den dritten Platz.
Sergiu Luca bei Let’s Dance
| Staffel (Jahr) | Partner                 | Platzierung |
| -------------- | ----------------------- | ----------- |
| 8 (2015)       | Panagiota Petridou      | 12.         |
| 9 (2016)       | Alessandra Meyer-Wölden | 7.          |
| 10 (2017)      | Ann-Kathrin Brömmel     | 10.         |
| 11 (2018)      | Barbara Meier           | 3.          |

## Erfolge
- Süddeutscher Meister 10-Tänze 2006
- Rumänischer Vizemeister der Amateure 2010 und 2012[2]
- Rumänischer Meister der Amateure 2011
- Gewinner Rumänischer Cup 2011 und 2012
- 1. Platz German Open Professional 2013
- Deutscher Meister Professional 2013 und 2014[1][6]

## Privates
Er ist verheiratet mit Regina Luca. Das Paar hat zwei Kinder.